# Le Livre d'or de la science-fiction : Jack Vance
Le Livre d'or de la science-fiction : Jack Vance est une anthologie de sept nouvelles de science-fiction consacrée à l'œuvre de Jack Vance, publiée en octobre 1980 en France. Rassemblées par Jacques Chambon, les nouvelles sont parues entre 1951 (Maître de la galaxie) et 1977 (Le Tour de Freitzke).

## Publication
L'anthologie fait partie de la série francophone Le Livre d'or de la science-fiction, consacrée à de nombreux écrivains célèbres ayant écrit des œuvres de science-fiction. Elle ne correspond pas à un recueil déjà paru aux États-Unis ; il s'agit d'un recueil inédit de nouvelles, édité pour le public francophone, et en particulier les lecteurs français.
L'anthologie a été publiée en décembre 1980 aux éditions Presses Pocket, collection Science-fiction no 5097  (ISBN 2-266-00957-5) ; elle a été rééditée en 1988 dans la collection Le Grand Temple de la S-F avec pour titre Papillon de lune  (ISBN 2-266-02357-8).
L'image de couverture a été réalisée par Marcel Laverdet.

## Préface
- Préface de Jacques Chambon.

## Liste des nouvelles
- Maître de la galaxie (Brain of the Galaxy ou The New Prime, 1951)
- Personnes déplacées (DP!, 1953)
- Quand se lèvent les cinq lunes (When the Five Moons Rise, 1954)
- Le Papillon de lune (The Moon Moth, 1961)
- Le Dernier Château (The Last Castle, 1966)
- Alice et la cité (Assault on a City ou The Insufferable Red-headed Daughter of Commander Tynott, O.T.E., 1974)
- Le Tour de Freitzke (Freitzke's Turn, 1977)

### Le Papillon de Lune
- Titre original : The Moon Moth.
- Première publication aux États-Unis : Galaxy Magazine n°112, août 1961.
- Première publication en France : Galaxie (2e série) n°22, éd. OPTA, février 1966.
- Autres publications en langue française :
  - Histoires de la fin des temps (1983), p. 165 à 221 (traduction : Michel Deutsch).
  - Papillon de lune, éd. Pocket, collection Le Grand Temple de la S-F, septembre 1988  (ISBN 2-266-02357-8)
- Résumé : (le récit est composé de cinq petits chapitres).
  - Edwer Thissel a été envoyé par les Planètes-Mères comme consul général sur la planète Sirène quelques mois avant le début du récit. Sur cette planète, les autochtones ont deux particularités. La première est que, pour communiquer, ils ne parlent pas mais chantent poétiquement en s'accompagnant de divers instruments de musique. En fonction de la personne à qui on s'adresse ou du ton que l'on veut donner au discours, on emploie tel ou tel instrument et on chante sur telle ou telle gamme. Pour communiquer avec les Siréniens, il faut donc savoir chanter poétiquement et savoir jouer une demi-douzaine d'instruments de musique locaux. La seconde particularité est que tous les habitants cachent leurs visages derrière des masques. Là encore, chaque masque est choisi en fonction de la position sociale de celui qui le porte, de sa notoriété, de son état d'esprit, etc. Edwer Thissel a donc appris à chanter et jouer de divers instruments de musique. Comme masque, il a choisi le masque du « Papillon de Lune » (d'où le titre de la nouvelle). Il peut compter sur l'aide bienveillante de trois autres citoyens issus des Planètes-Mères : Esteban Rolver (chef d'escale au spatioport), Cornely Welibus (agent commercial) et Mathew Kershaul (anthropologue).
  - Quand la nouvelle commence, il reçoit un message urgent du Bureau politique inter-mondes : il doit immédiatement procéder à l'arrestation d'un criminel dangereux, Haxo Angmark, qui doit débarquer le jour même sur la planète. Si l’arrestation est impossible, l'homme doit être abattu. En recevant le message, Edwer Thissel est stressé : il n'est ni militaire, ni policier, et n'a aucune idée du visage de celui qu'il doit interpeller. Or justement, le vaisseau spatial à bord duquel se trouve le criminel vient de se poser sur le spatioport. Mais lorsqu'il arrive sur les lieux, Haxo Angmark a déjà débarqué et a disparu. Edwer Thissel doit rechercher un homme qu'il ne connaît pas et qui désormais porte un masque ! Edwer Thissel est aidé par Rolver, Welibus et Kershaul, ce qui ne l'empêche pas de commettre divers impairs. Ainsi il interpelle quelqu'un qu'il croit être Haxo Angmark alors qu'il s'agit d'un honnête Siréniens. L'homme est prêt à le provoquer en duel. De même, allant enquêter auprès des fabricants de masques pour tenter de découvrir quel masque a acheté le fugitif, il a une grave altercation avec un fabricant/vendeur de masque qui réagit très mal aux questions posées (Thissel manque d'être tué par le fabricant).
  - Le lendemain, un cadavre d'un étranger est repêché. S'agit-il d'Haxo Angmark ? Thissel croit plutôt que le fugitif a assassiné Rolver, Welibus ou Kershaul et qu'il a pris la place d'un de ses alliés. Mais lequel ? La situation est d'autant plus problématique qu'il ne connaît pas les véritables voix des trois hommes (puisque les conversations se font en chantant) ni leurs visages (en raison des masques). Il met au point un plan pour tenter de découvrir si Haxo Angmark a pris la place d'un des trois hommes, et lequel.
  - Dans le dernier chapitre, le plan de Thissel pour capturer Haxo Angmark échoue et le criminel attaque sa résidence, le faisant prisonnier. Thissel lui explique comment il a déterminé de quel allié Angmark a pris la place : en récapitulant les masques habituellement portés durant les dernières semaines par Rolver, Welibus ou Kershaul, il a constaté que très récemment Welibus avait totalement changé ses habitudes. Il était facile d'en déduire que Haxo Angmark avait pris la place de Welibus. Haxo Angmark reconnaît le mérite de Thissel mais ne le laisse pas longtemps sans réagir : il lui enlève le masque du Papillon de Lune, le porte sur son propre visage (afin de prendre la place de Thissel) et fait amener ce dernier sur le quai, mais sans masque, le présentant comme le fugitif Haxo Angmark. Normalement, toute personne trouvée sans masque est lynchée par la foule. C'est d'ailleurs ce qui se produit : plusieurs Siréniens s'en prennent à lui pour le tuer dans la minute. C'est alors que Thissel est sauvé d'une manière inattendue : plusieurs Siréniens qui avaient été choqués du comportement passé de Thissel décident de tuer le porteur du masque du Papillon de Lune afin de laver les offenses qui leur avaient faites dans les jours précédents. C'est ainsi que Haxo Angmark meurt lynché par des Siréniens en colère.
- Liens externes :
  - Sur iSFdb
  - Sur Noosfère